# SE-4200
SE-4200 (по первым буквам названия компании-разработчика «Sud-Est», также известной как SNCASE) — французская тактическая крылатая ракета (КР) наземного базирования, оснащённая прямоточным воздушно-реактивным двигателем, разработанная в 1950-х годах компанией Sud-Est. Предназначалась для обстрела противника с большой дистанции боевыми частями обычного снаряжения. Состояла на вооружении с 1955 по 1963 год.

## История
Испытания ракеты начались 8 февраля 1950 года с запуска прототипа, получившего обозначение SE-4200. Испытания прошли успешно, но радиус действия КР был оценён как недостаточный. Ещё ряд доработанных вариантов опытных образцов с порядковыми номерами от SE-4201 до SE-4230 испытывались в период с 1951 по 1955 год, после чего на испытания вышел предсерийный образец SE-4263, который и был принят в эксплуатацию французской армией, а за ним последовали уже серийные ракеты вплоть до модификации SE-4280.

## Конструкция
Была построена по аэродинамической схеме «бесхвостка», с коротким и толстым сигарообразным фюзеляжем длиной около 3,4 м с воздухозаборником в носовой части и среднерасположенным стреловидным крылом. Размах крыла составлял 2,7 метров. Прямоточный двигатель с дозвуковым диффузором располагался вдоль продольной оси корпуса, топливные баки ёмкостью 180 литров керосина были интегрированы в крыло. Для стабилизации полёта ракеты служили установленные на законцовках крыла неподвижные вертикальные стабилизаторы. Управление полётом КР осуществлялось отклонением элевонов, расположенных на задней кромке крыла и рулей шарнирно закреплённых на стабилизаторах.
Ракета запускалась с короткой рампы, которая могла монтироваться на шасси грузовика или бронеавтомобиля, при помощи двух сбрасываемых твердотопливных ракетных двигателей, закрепляемых под фюзеляжем. Ускорители разгоняли ракету до скорости 0,76 М, на которой начинал эффективно работать прямоточный двигатель, после чего сбрасывались. Полёт ракеты проходил на дозвуковой скорости.
Управление ракетой осуществлялось по радиоканалу, оператором, при этом её полёт отслеживался визуально по трассёрам, установленным на стабилизаторах. После того, как ракета выходила за пределы поля зрения оператора, она продолжала удерживаться на заданном курсе инерциальным автопилотом. Крейсерская высота полёта ракеты составляла порядка 1600 метров и поддерживалась при помощи радиовысотомера. На ракете была установлена телеметрическая аппаратура позволявшая передавать оператору информацию о положении ракеты, необходимую для принятия решения о переводе ракеты в режим пикирования на цель.
При запуске на максимальную дальность, самолёт-снаряд SE-4200 мог доставить осколочно-фугасную боевую часть, снаряжённую взрывчатым веществом массой 137 кг, на расстояние до 120 км с максимальной скоростью до 956 км/ч. Боевая часть находилась в обтекаемом отсеке под фюзеляжем. Точность попадания ракеты (при использовании радиокомандного наведения) могла быть достаточно высокой: на испытаниях было продемонстрировано круговое вероятное отклонение порядка 30 метров.

## На вооружении
Организационно, пусковые установки SE-4200 были объединены в полностью мобильные батареи. В состав батареи входило несколько[сколько?] автомобилей с установленными на направляющих ракетами, контрольная и навигационная аппаратуры. Технические возможности аппаратуры батарей позволяли наводить одновременно до 4-х ракет без взаимных помех друг другу.
Всего в период с 1955 по 1963 год было изготовлено и стояло на вооружении французской армии около 600 крылатых ракет SE-4200, когда они были заменены баллистическими ракетами, имевшими лучшую боевую эффективность.

## Тактико-технические характеристики
- Длина: 11 футов 6 дюймов (~3,5 м)
- Размах крыла: 9 футов 10 дюймов (~3 м)
- Масса: 2200 фунтов (~ 1000 кг)
- Масса БЧ: 550 фунтов (250 кг)
- Дальность стрельбы: 62 мили (~100 км)
- Скорость полёта: 600 миль/ч (~965 км/ч)